# 中桥街道
中桥街道，是中华人民共和国四川省广安市广安区下辖的一个乡镇级行政单位。

## 行政区划
中桥街道下辖以下地区：
莲花社区、中桥社区、肖家村、内塔村、外塔村、白塔村和解放村。